# Роккелли, Андреа
Андреа Роккелли (итал. Andrea Rocchelli; 27 сентября 1983 года, Павия, Италия — 24 мая 2014 года, близ Славянска, Украина) — итальянский фотожурналист, член группы независимых фоторепортеров Cesuralab.

## Биография
Родился 27 сентября 1983 года в городе Павия.
Закончив в 2009 году Миланский технический университет по специальности «коммуникационный дизайн» Роккелли работал стажером в фотоагентстве Grazia Neri. Учился у фотографа Алекса Майоли из фотоагентства Magnum Photos. В 2008 году вместе с четырьмя другими фотографами создал независимый фотопроект Cesura. Специализировался на съёмках в «горячих точках».
24 мая 2014 года Андреа Роккелли и российский журналист Андрей Миронов погибли во время миномётного обстрела близ Славянска.
Украинский сайт Миротворец внёс фотожурналиста в свой список предполагаемых пропагандистов и террористов. В деле Роккелли (на фотографию которого центр наложил красную надпись «Ликвидирован») есть примечание, в котором говорится, что фотожурналист нарушил государственную границу Украины, чтобы проникнуть на территорию, занятую «российскими террористическими бандами», и что он «сотрудничал с пророссийскими террористическими организациями».

## Расследование гибели
30 июня 2017 года в Болонье, ссылаясь на свидетельство французского журналиста Уильяма Ругелона, по подозрению в гибели Роккелли был задержан замкомвзвода батальона им. Кульчицкого Виталий Маркив, прибывший в Италию навестить мать.
Постфактум МИД Украины обратилось в суд Павии с ходатайством о предоставлении информации об основаниях и обстоятельствах задержания, с аналогичными требованиями выступила ГПУ.
12 июля 2019 года суд ассизы Павии признал Маркива виновным в убийстве, приговорив его к 24 годам тюремного заключения (обвинение требовало заключения на 17 лет по обвинению в соучастии в убийстве, защита — оправдания ввиду невиновности).
3 ноября 2020 года итальянский апелляционный суд в Милане, признав Вооружённые силы Украины виновными в убийстве журналистов, оправдал украинского военного Маркива в убийстве Роккелли.

## Награды
В 2014 году посмертно награждён премией «Камертон» Союза журналистов России.